# Співвідношення

Співвідношення ширини до висоти в телебаченні стандартної чіткості.

Співвідно́шення (лат. ratio) у математиці є відношенням між двома числами, яке показує, скільки разів перше число містить друге. Наприклад, якщо миска з фруктами містить вісім апельсинів і шість лимонів, то співвідношення апельсинів до лимонів становить вісім до шести (тобто 8:6, що еквівалентно співвідношенню 4:3). Аналогічним чином співвідношення лимонів до апельсинів становить 6:8 (або 3:4), а співвідношення апельсинів до загальної кількості плодів становить 8:14 (або 4:7).
Числа у співвідношенні можуть бути будь-якого типу, це може бути кількість людей або об'єктів, або такі, які вимірюють довжину, вагу, час тощо.
Співвідношення може бути або визначено вказанням обох чисел, написаних як «a до b» або «a:b», або просто через значення їх частки "{\displaystyle a/b}", оскільки добуток частки і другого числа дає перше число, відповідно до визначення.
Отже, співвідношення можна розглядати як упорядковану пару чисел, як дріб з першим числом у чисельнику, а другим у знаменнику, або як значення відповідне до дробу. Співвідношення у підрахунках, задані натуральними числами, можуть бути як натуральними, так і раціональними числами, співвідношення вимірювань зазвичай призводить до дійсних чисел.
Коли дві величини вимірюються однією одиницею вимірювання, як це часто буває, їх співвідношення є безрозмірним числом. Співвідношення двох величин, які вимірюються різними одиницями вимірювання, називається темпом або швидкістю (англ. rate).

## Позначення та термінологія
Співвідношення чисел A та B може бути виражено як:
- відношення A до B
- A∶B
- дріб, в якому A — чисельник, а B — знаменник, що відображає співвідношення: A ділиться на B: {\displaystyle {\tfrac {A}{B}}}. Дріб може бути простим, або десятковим, або у відсотках.[4]